# Tunelowanie Ethernet over IP
Tunelowanie Ethernet over IP (EoIP) – protokół internetowy pozwalający na stworzenie tunelu Ethernet między dwoma routerami, lub komputerem a routerem, nad połączeniem IP. Interfejs EoIP traktowany jest jak interfejs Ethernet. Funkcja połączenia mostkowego umożliwia przenoszenie wszystkich protokołów ethernetowych, jak w fizycznym interfejsie ethernetowym.
Sieć może się składać z poniższych interfejsów EoIP:
- przenoszenie sieci LAN przez Internet
- przenoszenie sieci LAN przez tunele szyfrowane
- przenoszenie sieci LAN przez sieci bezprzewodowe 802.11b typu ad hoc.

## Opis

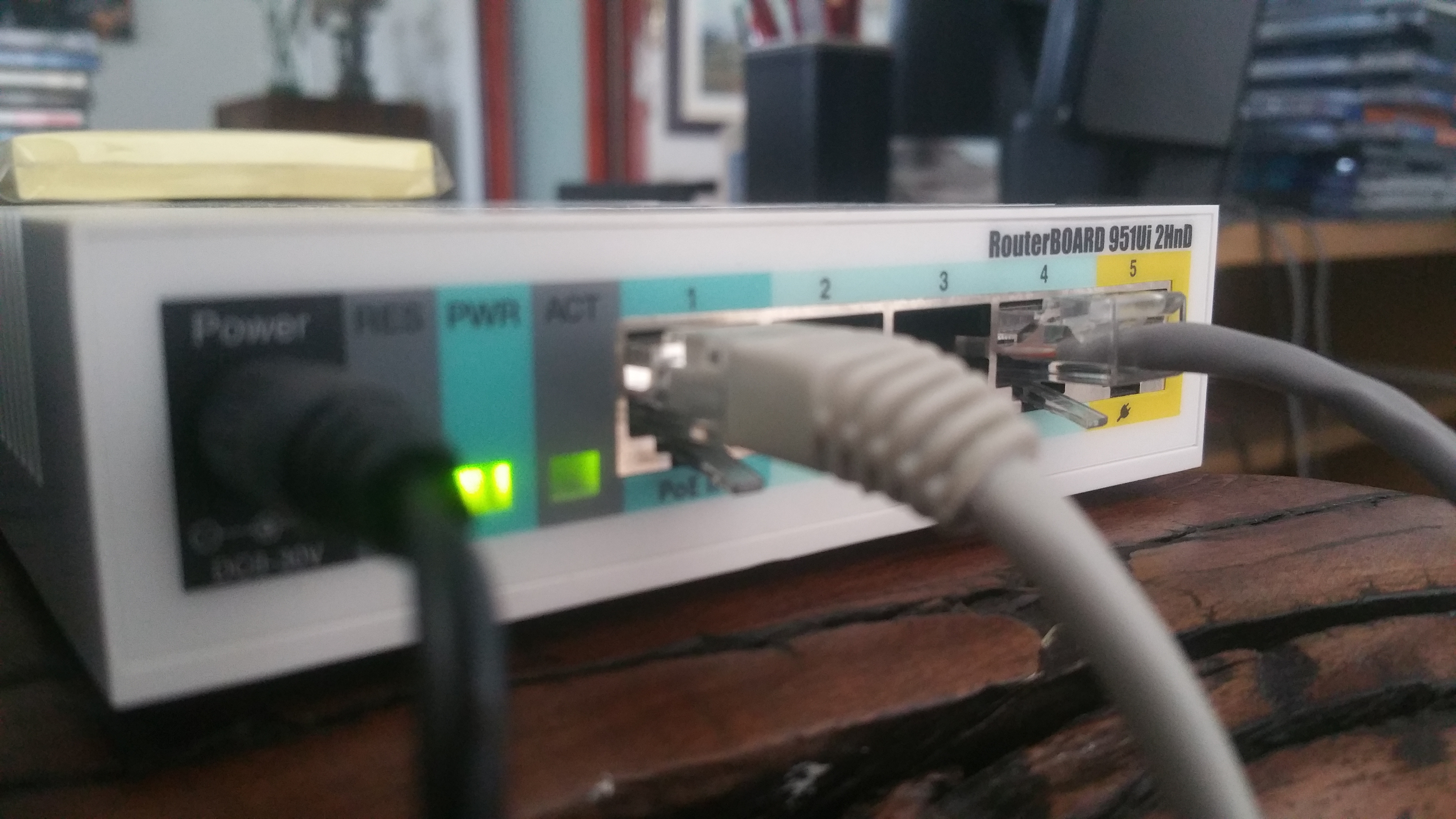
Router MikroTik – widziany od tyłu

Tunel EoIP ma możliwość działania na tunelu IPIP, szyfrowanym 128-bitowym tunelu PPTP, połączeniu PPPoE, lub innym dowolnym połączeniu przenoszącym IP. Interfejs EoIP możemy zestawić pomiędzy dwoma routerami MikroTik RouterOS, które mają aktywne połączenie poziomu IP.
Własności protokołu:
- Każdy interfejs tunelu EoIP może się łączyć ze zdalnym routerem, który posiada odpowiedni interfejs z tym samym parametrem Tunnel IP.
- Interfejs EoIP traktowany jest jak interfejs ethernetowy na liście interfejsów.
- Interfejs EoIP obsługuje wszystkie usługi interfejsu ethernetowego. Adres IP oraz inne tunele mogą być tworzone na tym interfejsie.
- Protokół EoIP enkapsuluje ramki ethernetowe w pakietach GRE (protokół IP numer 47) (tak jak PPTP) i wysyła je na drugą stronę tunelu EoIP.
- Maksymalna ilość tuneli EoIP wynosi 65536.

## Własności protokołu dla systemu RouterOS
- arp (disabled | enabled | proxy-arp | reply-only; default: enabled) – Address Resolution Protocol (protokół sieciowy umożliwiający mapowanie logicznych adresów warstwy sieciowej)
- mac-address – adres MAC interfejsu EoIP. Dozwolone jest używanie adresu MAC w zakresie od 00:00:5E:80:00:00 do 00:00:5E:FF:FF:FF. Inne adresy też mogą być używane, ale nie jest to polecane (Istnieje możliwość ustawienia drugiego bitu pierwszego bajtu, aby zaznaczyć, że adres jest adresem zarządzanym lokalnie, przydzielonym przez administratora sieci. Wtedy można użyć dowolnego adresu MAC, trzeba tylko się upewnić, że adresy MAC wśród hostów połączonych z mostkiem się nie powtarzają. Powinno się zapewnić unikatowość adresu MAC wewnątrz sieci EoIP. Gdy łączone są mostkowo tunele EoIP, zaleca się ustawienie unikatowych adresów MAC dla każdego tunelu, aby algorytmy połączeń mostkowych działały poprawnie.
- mtu (integer; default: 1500) – maksymalny rozmiar pakietu (Maximum Transmission Unit). Domyślna wartość zapewnia maksymalną kompatybilność, jednak może doprowadzić do zmniejszenia wydajności w łączach bezprzewodowych. Zwiększenie MTU na wszystkich łączach pozwala na odzyskanie maksymalnej wydajności. Pozwala na to przezroczyste łącze mostkowe sieci ethernetopodobnych, więc będzie możliwe przenoszenie całej ramki ethernetowej normalnego rozmiaru przez tunel.
- name (name; default: eoip-tunnelN) – nazwa interfejsu
- remote-address – adres IP po drugiej stronie tunelu EoIP; musi być routerem  MikroTik
- tunnel-id (integer) – unikatowy identyfikator tunelu; musi być taki sam po obu stronach tunelu. Jest metodą identyfikacji. Nie powinno być tuneli z tym samym Tunnel-id na tym samym routerze